# Kijomasa Kató
Kató Kijomasa japonsky 加藤 清正; 25. července 1561 – 2. srpna 1611) byl japonský daimjó. Žil na konci období Sengoku. Byl důležitou postavou během prvního a druhého tažení do Koreje. Vyznával buddhistické učení Ničirenu.

## Mládí
Narodil se ve vesnici Nakamura, která se později začlenila do moderního města Nagoja. Byl synem kováře, jeho otec však zemřel, když Kijomasovy byly 3 roky. Později se dostal pod ochranu Hidejošiho Tojotomiho, neboť i on pocházel z Nakamury. Do své první bitvy se dostal v 21 letech u Šizugatake. Místní krajina nedovolovala moderní bojové taktiky a nechala prostor pro klasický samurajský styl boje ze sedla koně. Během ní ukořistil mnoho hlav nepřátel, které pak nechal nabodnout na bambusovou tyč, a nesl ji druhý den do další bitvy, aby vzbudil strach v řadách protivníků. Používal v bitvě své oblíbené kopí ve tvaru kříže. Získal přezdívku jedno ze Sedmi kopí od Šizugatake, jež byla dána těm nejstatečnějším válečníkům.
O dva roky později, v roce 1585 získal novou pozici od Hidejošiho, a to dozorce daní. Měl působit na ostrově Kjúšú, kde v roce 1588 dokonce získal léno v provincii Higo po sebevraždě Sasy Narisamy a zřídil si tam sídlo na hradě Kumamoto.

## Tažení do Koreje

### 1. tažení
V roce 1592 bylo zahájeno tažení do Koreje, kde Kijomasa získal velení na druhou divizí japonské armády. První vedl Koniši Jukinaga, jeho jižní soused. Mezi oběma muži nepanovalo příliš velké přátelství. Zatímco Kijomasa byl zastánce buddhistického učení Ničiren, Koniši vyznával křesťanskou víru. Během postupu přes moře Konišiho divize získala výrazný náskok a začali postupovat sami po poloostrově. Obě armády se setkaly až u Čindžu, když už veškeré válečné zásluhy získala 1. divize. Dohadovali se o tom, kdo povede útok na Soul. Divize se opět rozdělily a vydali se ke městu každý jinou cestou. Koniši byl opět rychlejší, Kijomasova divize se zapojila až později. Když byl Soul dobyt, ujala se Kijomasova divize pronásledování prchajících nepřátel. Narazily na překážku v podobě řeky Imdžin. Korejci tam držely silnou obranu, která zastavila Kijomasovy muže na téměř měsíc. Až neuvážený útok Korejců přes řeku v člunech dal příležitost k překročení řeky. Korejská královská rodina prchala na sever, Kijomasa dostal pokyn následovat prince, skrývající se severovýchodně kolen řeky Tumen. Zamířil do provincie Hamgjong, kde pokračoval dále na východ. U Songdžin padly jednotky Kijomasovy armády do pasti, uprostřed rýžového skladu, avšak dokázali se odtamtud probojovat ven, a ještě za noci provedli protiútok. Nakonec Dopadl Prince v kolonii Hörjong, kde zjistil že princové jsou ve skutečnosti v držení rebelujících Korejců.
Roku 1593 se invaze do Koreje blížila ke svému konci, Japonské armády začaly ustupovat. Kijomasa měl krýt ústup Japonců z několika pevností, které posléze opustil. Účastnil se dobývání Čindžu, kde je mu přiřknuto používání zpevněných dřevěných vozů, používaných jako štít pro vojáky podkopávající zdi.

### 2. tažení
K druhému tažení došlo až roku 1597, mezitím okupace však v menší míře zůstala. Kijomasa ji podporoval zajišťováním posádky pro posádku Sosengpcho. Na začátku druhé okupace byl Kijomasa už jedním z předních generálů. Mezi jeho největší úspěchy tohoto tažení patří dobytí hradu Hwangsokan a dlouhou namáhavou obranu hradu Ulsan, kde měl pouze malou vojenskou jednotku z posádky Sosengpcho. Druhé tažení skončilo neúspěšně, Kijomasa se vrátil do Japonska k vládě nad lénem na Kjůšu. Jeho zkušenosti s bráněním hradu ho motivovaly k vylepšení hradu Kumamoto na nedobytnou pevnost. Nechal mezi hradby vysázet ořešáky a část hradem vystlaných obyčejnými rýžovými stonky za usušené zeleninové stonky - které mohli vojáci v případě dlouhého obléhání sníst.

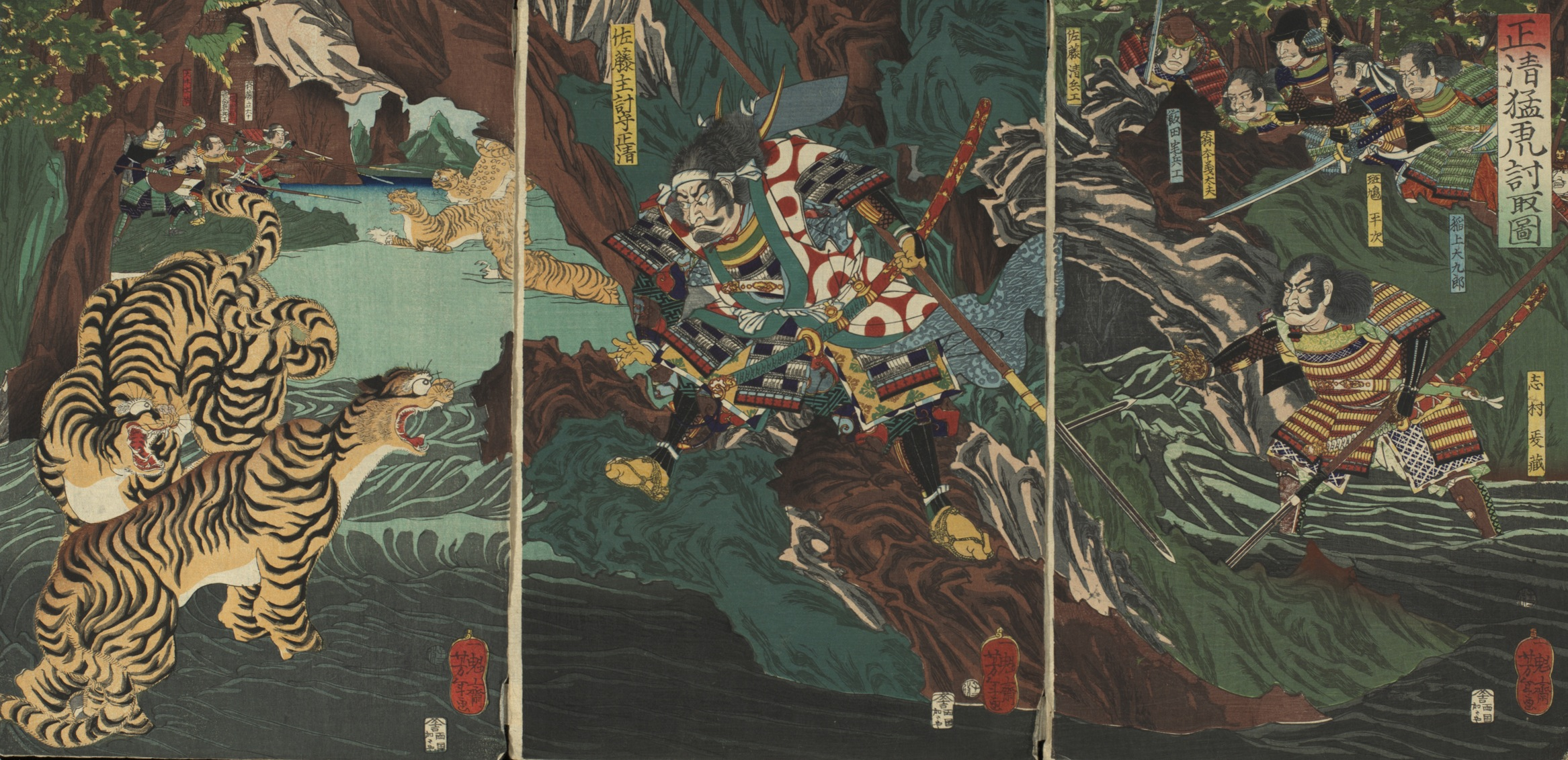
Kató Kijomasa během lovu tygrů, oblíbené kratochvíle samurajů

## Rozdělení říše
Na konci 16. století došlo k rozkolu mezi daimjó na příznivce klanu Tojotomi a příznivce ambiciózního Tokugawy. Kató Kijamasa zůstal dále od tohoto sporu, a udžel si tím nadhled, který jiní neměli. Jeho starý soupeř Koniši Jukinaga byl během konfliktu zabit, Kijomasa si se svolením Tokugawy Iejasu zabral druhou polovinu provincie Higo. I přesto zůstal věrný Tojotomimu Hidejoši, neboť tím chtěl zajistit bezpečnost jeho synu Tojotomimu Hidejorimu, který by mohl ohrozit Tokugawův vzestup k moci.
Nikdy se však nedožil konce tohoto konfliktu. V roce 1611 byl otráven jedem, spekuluje se že na příkaz Tokugawy Iejasu.